# Charles Joseph d'Autriche (1649-1664)
Charles Joseph d'Autriche, né à Vienne le 7 août 1649 et décédé à Linz, le 27 janvier 1664 est un archiduc d'Autriche. Il est le fils de l'empereur Ferdinand III du Saint-Empire et de sa deuxième femme 
Marie-Léopoldine d'Autriche (1632-1649).

## Biographie
En 1663, il a alors 13 ans, il est élu évêque d'Olmütz, évêque de Passau et grand maître de l'ordre Teutonique. En 1663, il est élu évêque de Breslau en succession de son oncle Léopold-Guillaume. Il meurt à l’âge précoce de 14 ans.